# Bennington (Vermont)
Bennington is een stadje in Bennington County, Vermont, Verenigde Staten. Het is een van de twee shire towns (zetels van de county); de andere is Manchester.
De bevolking in 2000 bedroeg 15.737. Qua bevolking is het de grootste stad in Zuid-Vermont, de op twee na grootste stad van Vermont (na Essex and Colchester) en de op vijf na grootste plaats van de staat.
De plaats werd in 1761 gesticht en vernoemd naar Benning Wentworth, gouverneur van New Hampshire. De stad is vooral bekend door de Slag bij Bennington tijdens de Amerikaanse Onafhankelijkheidsoorlog in 1777.

## Geboren
- Herbert William Heinrich (1886 - 1962), veiligheidskundige
- Cynthia Gibb (4 december 1963), actrice